# Емма Екштайн
Емма Екштайн (нім. Emma Eckstein; 1865—1924) — австрійська психоаналітикиня, суфражистка та публіцистка. Відома як одна з найважливіших ранніх пацієнток Зигмунда Фрейда.

## Походження та родина
Народилася 28 січня 1865 року в Гауденздорфі, в ліберальній єврейській родині, що товаришувала з родиною Фрейдів, вони разом проводили деякі свята. 
Мала п'ятеро сестер і чотири брати, два брати померли в дитинстві. Стали відомими її сестра соціалістка та феміністка Тереза Шлезінгер, одна з перших жінок, обраних до парламенту; брат Густав Екштейн (1875—1916), соціал-демократ і соратник Карла Каутського; брат Фрідріх фігурує (анонімно) у «Цивілізації Фрейда» через участь в експериментах вченого.
Після ранньої смерті батька, хіміка і винахідника Альберта Екштайна (Albert Eckstein, 1824—1881), її мати, Амалія Екштайн (Amalie Eckstein, 1836—1921) прийняла управління створеною ним паперовою фабрикою. З 1905 року Емма разом з матір'ю, рано овдовілою сестрою Терезою і братом Густавом займалася сімейним господарством.

## Літературна творчість
Емма Екштейн зайнялася публіцистичною діяльністю, і на рубежі століть опублікувала кілька статей під впливом своїх бесід з Фрейдом, у яких коментувала питання сексуальної освіти. В 1899 році в журналі «Die neue Zeit» була опублікована її стаття про сексуальну освіту дітей, в якій підкреслювалася виховна актуальність дитячого уявлення про батьківський статевий акт. У 1908 році вона опублікувала під псевдонімом у журналі «Neues Frauenleben» рецензію про життя псевдогермафродита письменника Карла Баєра.
Емма Екштейн брала активну участь у віденському жіночому русі, «співпрацюючи з Dokumente der Frauen та Neues Frauenleben».
Після перенесеної в 1910 році гінекологічної операції, виконаної Дорою Телекі, Емма Екштайн відійшла від публіцистики. В цей же час закінчилися її відносини із Зигмундом Фрейдом.
Померла Емма Екштейн від крововиливу в мозок 30 липня 1924 року у Відні.